# Tauroggenkonventionen

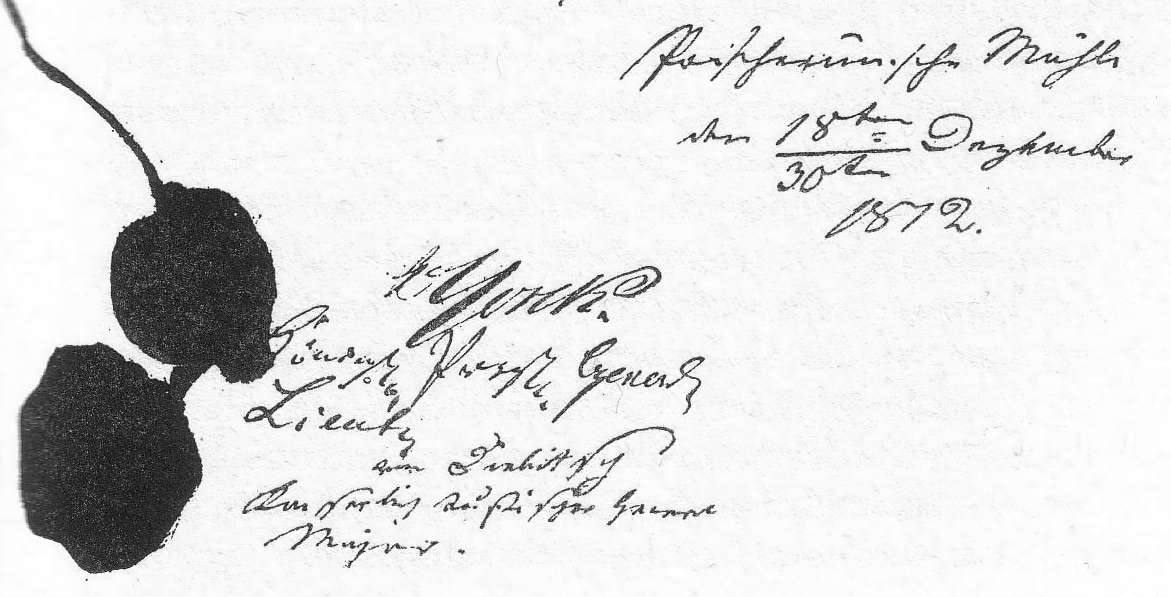
Tauroggenkonventionen med Yorcks och Diebitschs namnteckningar.

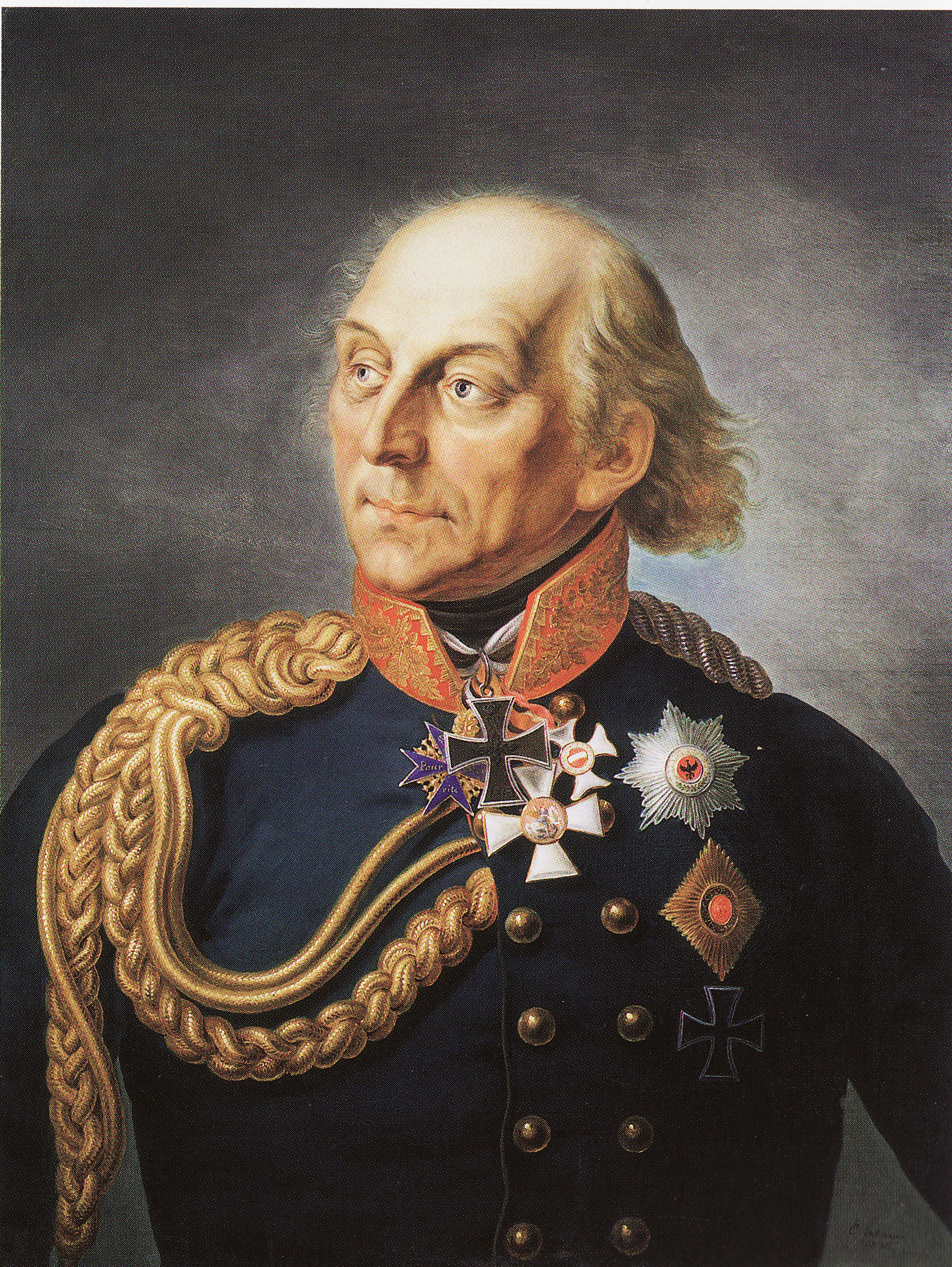
Ludwig Yorck von Wartenburg (1759–1830)

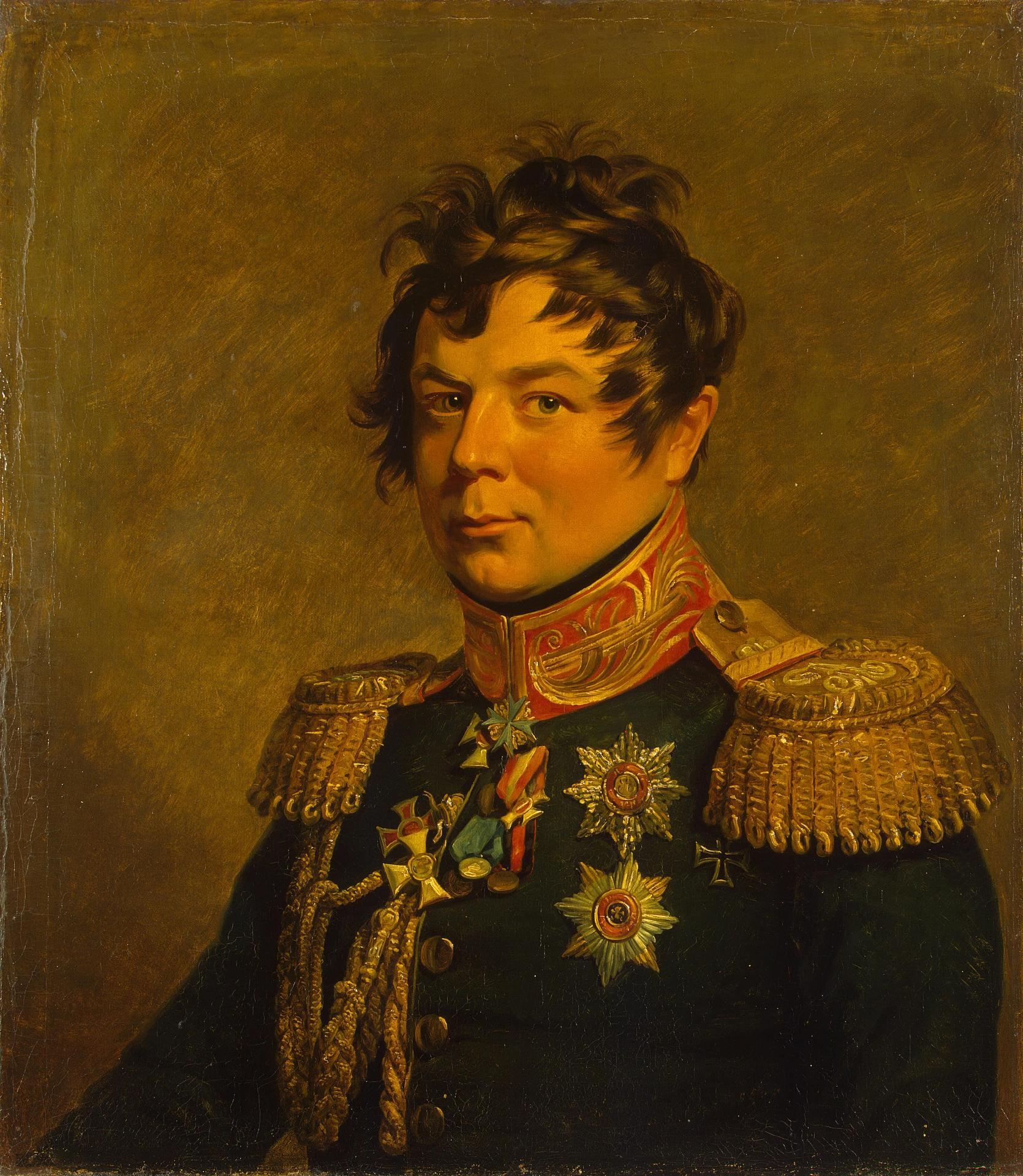
Hans Carl von Diebitsch-Zabalkanskij (1785–1831)

Tauroggenkonventionen var ett avtal om vapenvila, undertecknat 30 december 1812 i byn Požerūnai utanför Tauroggen (dagens Tauragė i Litauen), mellan generallöjtnant Ludwig Yorck von Wartenburg för de preussiska trupperna under hans befäl, och general Hans Carl von Diebitsch-Zabalkanskij för den ryska armén. Yorcks vapenvila ses som en vändpunkt i Preussens historia, och ledde till ett uppror mot Napoleon inom Rhenförbundet. 
Enligt freden i Tilsit 1807 åtog sig Preussen att stödja Napoleons ryska fälttåg. Detta ledde till att många preussiska officerare lämnade armén för att undvika att tjäna under franskt befäl, bland dem Carl von Clausewitz, som istället gick i rysk tjänst.  Yorck själv tillhörde till en början de officerare som lojala mot kungen stannade i den preussiska armén, men han hade med tiden kommit att inför kungen kritisera den franska alliansen.
Den 6 december 1812 lämnade Napoleon spillrorna av den franska härens huvudstyrka efter slaget vid Berezina, under det katastrofala återtåget från Moskva, och återvände till Paris. När även Yorcks franske överordnade, marskalk MacDonald som förde befälet över den norra armén i Baltikum, retirerade framför  Diebitschs kår, var Yorck isolerad.  Hans plikt i detta läge var att bryta igenom de ryska linjerna för att återförenas med de franska trupperna, men han ställdes samtidigt inför möjligheten att som preussare bryta med Frankrike och starta ett frihetskrig.  Yorck tvekade inför detta beslut, och konsulterade Clausewitz, som övertalade honom att söka vapenvila.  
Tauroggenkonventionen, undertecknad av Diebitsch och Yorck, förklarade den preussiska kåren neutral, utan att ha inhämtat den preussiske kungen, Fredrik Vilhelm III:s tillstånd.  Nyheten togs emot med stor entusiasm i Preussen, men hovet tvekade fortfarande och utfärdade en order om att Yorck skulle fråntas sitt befäl i väntan på krigsrätt.  Diebitsch vägrade att släppa budbäraren genom sina linjer, så att Yorck kunde fortsätta leda trupperna i Ostpreussen, och när Preussen några veckor senare undertecknade freden i Kalisch hade hovet nu beslutat att förklara krig mot Frankrike.

## I skönlitteratur
Tauroggenkonventionen är omnämnd i boken Kommendör Hornblower, av C.S. Forester (1945), där bokens hjälte Horatio Hornblower befinner sig på den ryska sidan och medverkar till att arrangera mötet.